# آنا باروس
آنا باروس (بالبرتغالية: Ana Barros‏) هي دراجة برتغالية، ولدت في 5 فبراير 1973 في فيانا دو كاستيلو في البرتغال.

## وصلات خارجية
- آنا باروس على موقع أرشيف الدراجات (الإنجليزية)
- آنا باروس على موقع إحصائيات الدراجات الإحترافية (الإنجليزية)
- آنا باروس على موقع أوليمبيديا (الإنجليزية)